# 吉田孝賴
吉田孝賴（日语：／ Yoshida Takayori；1494年—1563年）是战国时代的武将。長宗我部氏的家臣。

## 略历
永正15年（1518年），長宗我部國親回到土佐冈丰城后，孝頼迎娶國親的妹妹为妻，并侍奉國親。据说孝頼凭借卓越的才智对長宗我部氏的进展起了重要作用。
大永6年（1526年），國親承诺将女儿嫁给香宗我部秀義，但他反悔并将其嫁给本山茂辰。秀义对國親违约感到愤怒，举兵讨伐國親。然而，由于孝頼出家并道歉，香宗我部氏将军队转向本山氏。据说这是为了削弱香宗我部氏和本山氏的力量而设计的争斗。此外，据说孝頼还发明长宗我部氏军制的基本原则“一領具足”。永禄3年（1560年）9月，奉元亲之命攻打土佐郡的井口城城主井口勘解由。 
此后孝頼持续担任長宗我部氏的重要顾问并活跃，然而在永禄6年（1563年）因病去世。

## 脚注
1. 1 2  『土佐国編年紀事略』
2. ↑  『史料綜覧』第9編之910 507頁

## 出典
- 《土佐国編年紀事略》（土佐国群書類従）